# Cornelis Visscher
Pour les articles homonymes, voir Visscher.
Cornelis Visscher (1629, Haarlem ou Amsterdam – avant le 7 juin 1662, Haarlem), est un graveur du Siècle d'or néerlandais.

## Biographie
Il est probablement l'élève de Pieter Claesz Soutman avec qui il collabore pour graver des séries de portraits à la fin des années 1640 et au début des années 1650, avant de s'installer dans son propre atelier. Il rejoint la guilde de Saint-Luc de Haarlem en 1653, devenant alors l'un des graveurs les plus notables de la ville.
Il quitte Haarlem à la fin de 1654 ou au début de 1655, pour se rendre à Amsterdam, peut-être incité par la situation économique et le marché artistique plus florissant de la ville, comme l'a fait Rembrandt avant lui.
Il enseigne à Cornelis van Dalen père et fils.
Cornelis Visscher meurt à l'âge de trente ans.
Il est le frère de Jan de Visscher et de Lambert Visscher.

## Œuvres
Selon Arnold Houbraken, Cornelis Visscher est un graveur habile, qui réalise des gravures célèbres en son temps, et qui a un talent inhabituel pour dessiner un modèle d'après nature. Houbraken mentionne que ses œuvres pouvaient être vues dans la collection du riche directeur de la Compagnie anglaise des Indes orientales, collectionneur ayant un grand cabinet d'art, Jeronimus Tonneman.
Entre 1649 et 1650, Visscher exécute plusieurs séries d'estampes avec Soutman, dont les portraits du stathouder Frederick Hendrick et de sa famille, d'après Gerrit van Honthorst. Il grave une quarantaine d'estampes durant cette période, soit plus du quart de l'ensemble de son œuvre.
Au début des années 1650, Il exécute des gravures d'après les compositions religieuses de Pierre Paul Rubens et des portraits d'Antoine van Dyck, mais aussi d'après ses propres dessins.
Entre 1654 et 1658, il réalise de nombreux portraits et plusieurs estampes de genre, comme La Bohémienne (1656), d'après des peintres célèbres de Haarlem tels que Nicolaes Berchem, Adriaen van Ostade, Pieter van Laer et Adriaen Brouwer. Paysan et Paysanne en conversation, une eau-forte datée vers 1653, première estampe que Visscher réalise en tant que maître établi à son propre compte, est ainsi une interprétation du panneau d'Adrien van Ostade, Paysan courtisant une dame âgée (1653, National Gallery).

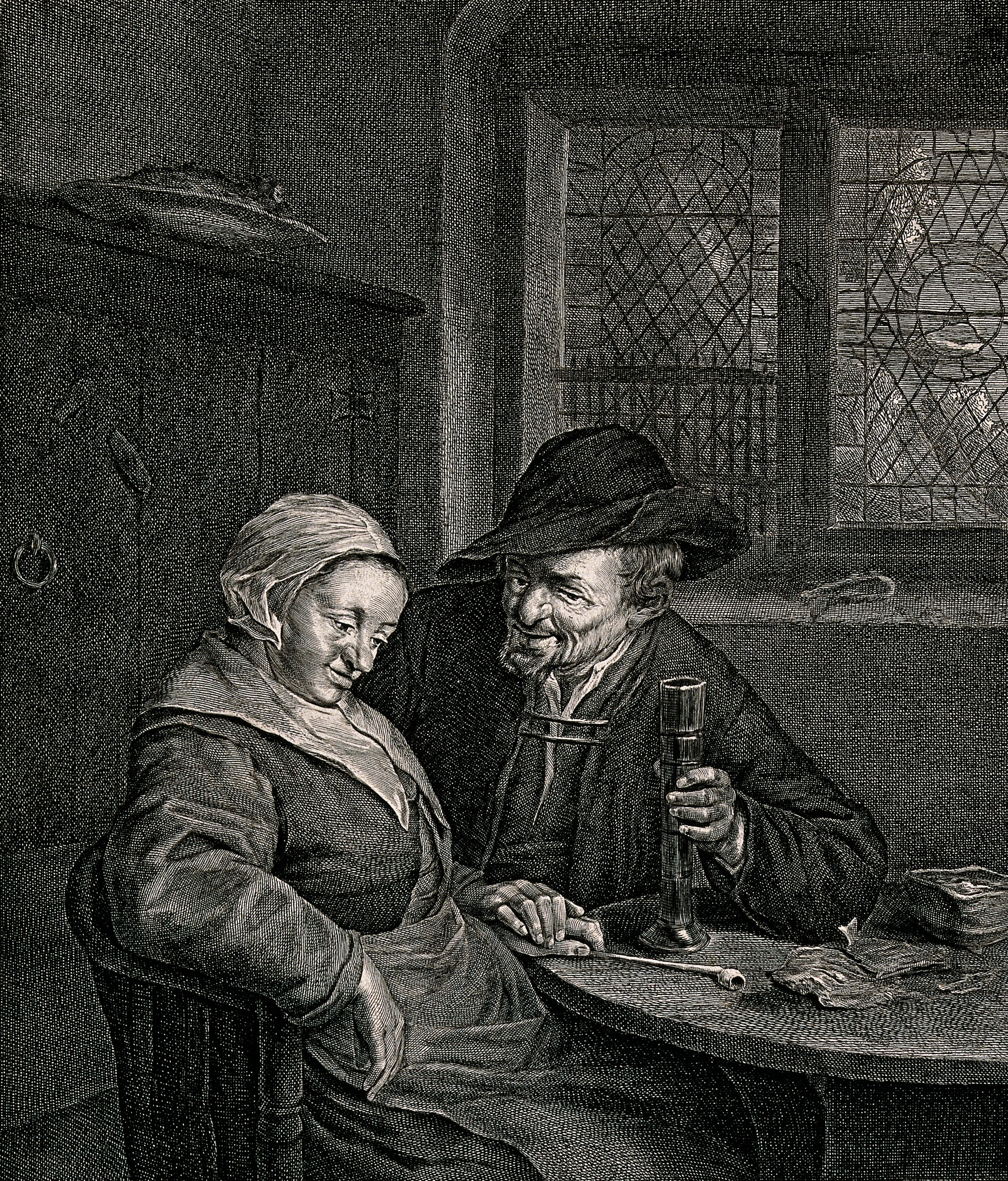
Paysan et Paysanne en conversation.
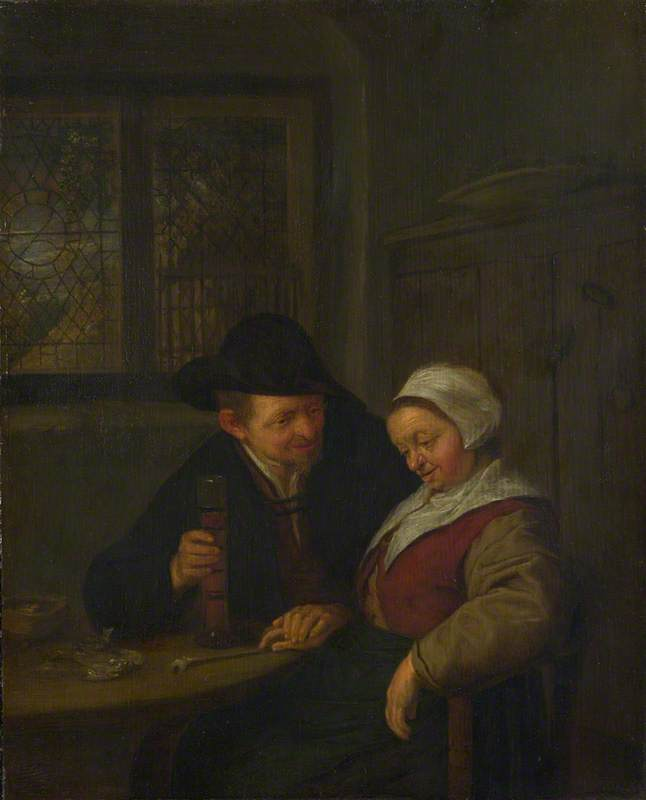
Adrien van Ostade, Paysan courtisant une dame âgée.

Parallèlement, entre 1655 et 1658, il crée et grave des scènes de genre et de la vie quotidienne, comme La Fricasseuse et Le Marchand de mort-aux-rats, certaines de ses œuvres les plus célèbres.
De 1652 à 1655, il grave les portraits d'une quinzaine d'ecclésiastiques catholiques, lui-même étant de cette confession, ainsi que ceux de pasteurs de l'Église réformée néerlandaise, dont celui du pasteur Gellius de Bouma (1579-1658), une des estampes les plus admirées de Visscher jusqu'au XIXe siècle.

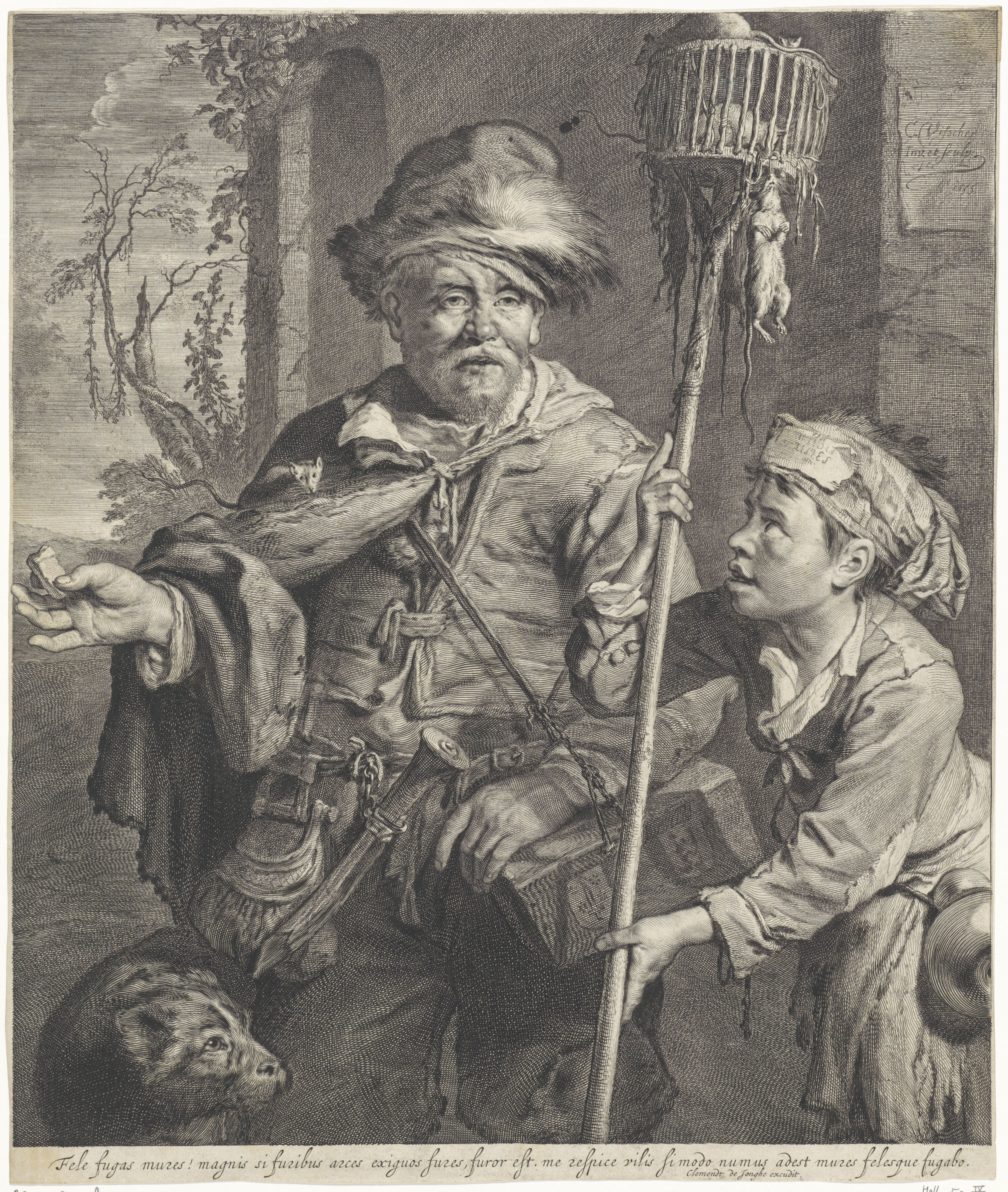
Le Marchand de mort-aux-rats, 1655.
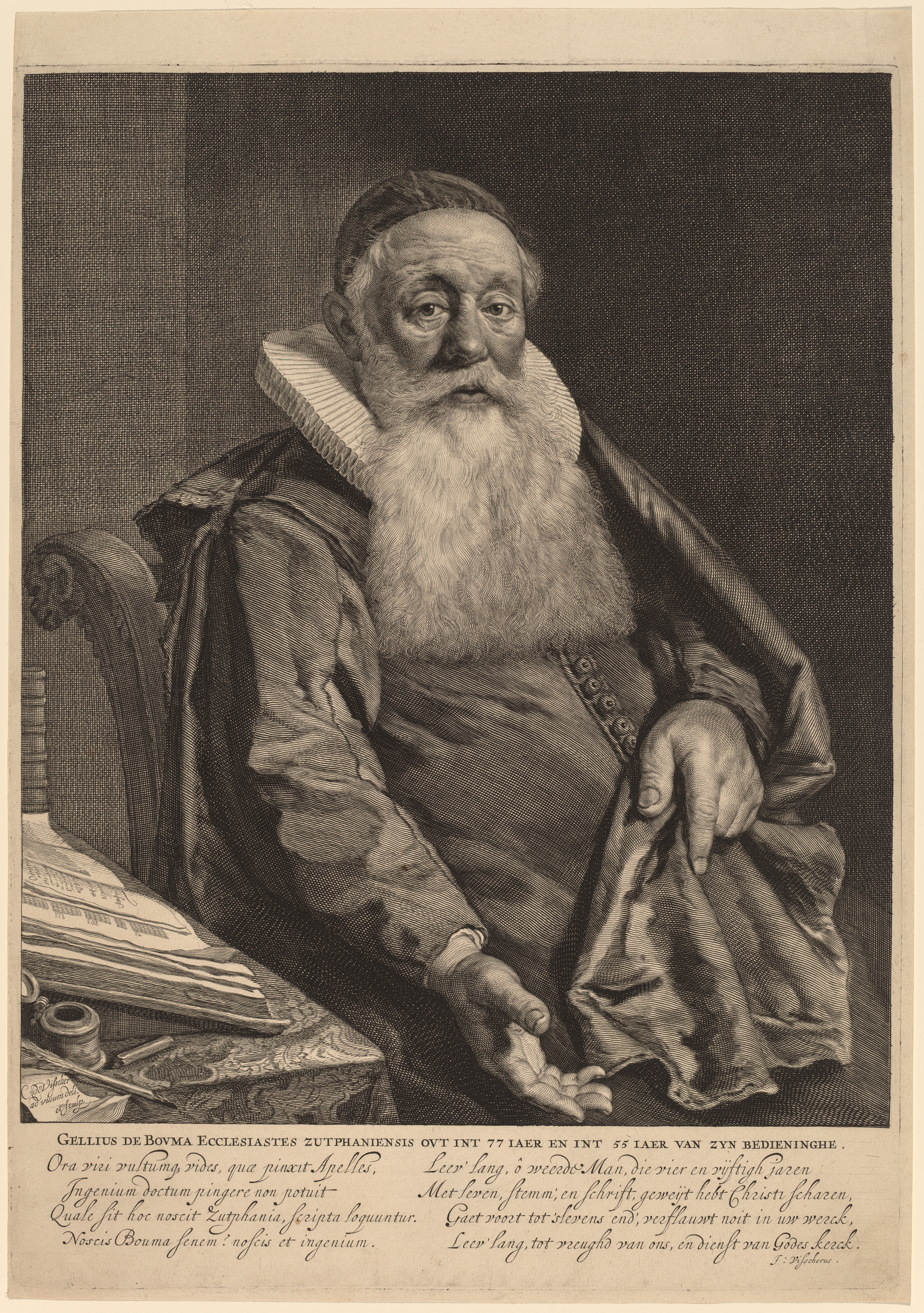
Portrait de Gellius de Bouma, 1656.